# Анненков Іван Олександрович
Анненков Іван Олександрович — (1802—1878) — декабрист, поручик лейб-гвардії Кавалергардського полку.

## Біографія
Походження — із дворян. Батько — Анненков Олександр Миколайович(† 1803), капітан у відставці лейб-гвардії Преображенського полку. Мати — Якобій Ганна Іванівна, дочка іркутського генерал-губернатора. Виховувався вдома. 1817 — 1819 — слухав лекції у Московському університеті. 10.08.1819 року вступив до служби юнкером до Кавалергардського полку.
Член петербурзького осередка Південного товариства(1824), брав участь у діяльності Північного товариства. Прихильник Руської правди Пестеля. Заарештований 19 грудня 1825 року. Засуджений по 2 розряду і по конфірмації — до каторжних робіт строком на 20 років. 22 серпня 1826 року строк скорочено до 15 років. Прибув до Читинського острогу 28 січня 1827 року. У вересні 1830 року переведений до Петровського заводу. У 1832 строк скорочений до 10 років. 14 грудня 1835 року переведений на поселення до с. Бельське Іркутської губернії, потім до м.ТуринськаТобольської губернії. За клопотанням матері дозволено вступити до цивільної служби.
За амністією 26.08.1856 року поновлений у правах. 1857 року призначений виконувати особливі доручення при Нижньогородському генерал-губернаторі (декабрист Муравйов Олександр Миколайович). 1861 року обраний ватажком дворянства Нижньогородського повіту. Активний учасник підготовки і проведення селянської реформи 1861 року. 1863 — відмінена заборона на мешкання у столицях. 1865 — 1868 — голова нижньогородської земської управи. Помер у Нижньому Новгороді.
Дружина — Поліна Гебль, послідувала за Анненковим до Сибіру і 4 квітня 1828 року вони взяли шлюб.
З Тарасом Шевченком познайомився 16 жовтня 1857 року і зустрічався з ним протягом усього перебування поета у Нижньому Новгороді, про що є записи у «Щоденнику» Шевченка.